# Добри доктор
Добри доктор (енгл. The Good Doctor) америчка је медицинско-драмска телевизијска серија. Темељи се на истоименој јужнокорејској серији из 2013. године. Глумац Данијел Де Ким приметио оригиналну серију и откупио права преко своје продукцијске куће. Почео је да адаптира серију, а 2015. године ју је купио CBS Television Studios. CBS је затим одлучио да не откупу пилот. Пошто је Ким веровао у потенцијал серије, откупио је права од CBS-а. Касније су Sony Pictures Television и Ким постигли договор и довели Дејвида Шора, аутора медицинске драме Доктор Хаус, да развије серију.
Серију продуцирају Sony Pictures Television и ABC Studios, у сарадњи са продукцијским кућама: Shore Z Productions, 3AD и Entermedia. Дејвид Шор је шоуранер серије, а Данијел Де Ким извршни продуцент. Серију премијерно приказује ABC од 25. септембра 2017. године, док је у Србији премијерно приказује AXN од 23. октобра 2019. године, а репризирају AXN Spin, Нова С, Netflix, Fox Life и Pink Family.

## Радња
Серија прати Шона Марфија, младог аутистичног хирурга са савантизмом из мањег града Каспера, где је имао проблематичну прошлост. Пресељава се у Сан Хозе да би радио у престижној болници.

## Улоге
- Фреди Хајмор као др Шон Марфи
- Николас Гонзалез као др Нил Мелендез
- Антонија Томас као др Клер Браун
- Чуку Моду као др Џаред Калу
- Бо Гарет као Џесика Престон
- Ајрин Кенг као др Ел Маклин
- Хил Харпер као др Маркус Ендруз
- Ричард Шиф као др Арон Гласман
- Тамлин Томита као Алегра Аоки
- Вил Јун Ли као др Алекс Парк
- Фиона Губелман као др Морган Резник
- Кристина Ченг као др Одри Лим
- Пејџ Спара као Лија Дилало Марфи
- Џесика Никол као др Карли Левер
- Брија Самоне Хендерсон као др Џордан Ален
- Ноа Галвин као др Ашер Вок
- Освалдо Бенавидес као др Матео Рендон Осма

## Епизоде
| Сезона | Сезона | Епизоде | Епизоде | Оригинално емитовање | Оригинално емитовање |
| Сезона | Сезона | Епизоде | Епизоде | Премијера            | Финале               |
| ------ | ------ | ------- | ------- | -------------------- | -------------------- |
|        | 1.     | 18      | 18      | 25. септембар 2017.  | 26. март 2018.       |
|        | 2.     | 18      | 18      | 24. септембар 2018.  | 11. март 2019.       |
|        | 3.     | 20      | 20      | 23. септембар 2019.  | 30. март 2020.       |
|        | 4.     | 20      | 20      | 2. новембар 2020.    | 7. јун 2021.         |
|        | 5.     | 18      | 18      | 27. септембар 2021.  | 16. мај 2022.        |